# 雨丽鱼属
雨麗魚屬，是條鰭魚綱䲁形目麗魚科下的一個屬。

## 分類
本屬屬於褶唇麗魚亞科，目前被認可的種如下：
- 棕條雨麗魚 Nimbochromis fuscotaeniatus
- 林氏雨麗魚 Nimbochromis linni
- 利氏雨麗魚 Nimbochromis livingstonii
- 多點雨麗魚 Nimbochromis polystigma
- 愛神雨麗魚 Nimbochromis venustus